# 1898
Прекрасна епоха • Промислова революція •  Колоніальні імперії •  Національно-визвольні рухи • Робітничий рух

## Геополітична ситуація
У Російській імперії царює імператор Микола II (до 1917). Росії належить більша частина України, значна частина Польщі, Бессарабія, Закавказзя, Фінляндія, Бухарське ханство, Хівинське ханство. Україну розділено між двома державами — Королівство Галичини та Володимирії належить Австро-Угорщині, Правобережжя, Лівобережжя та Крим — Російській імперії.
В Османській імперії править султан Абдул-Гамід II (до 1909). Під владою османів перебувають Близький Схід, Середземноморське узбережжя Північної Африки частина Балкан, автономна Болгарія.
В Австро-Угорщині володарює Франц-Йосиф I (до 1916). Імперія охоплює, крім австрійських та угорських земель, Хорватію, Трансильванію, Богемію та Галичину. В Німецькій імперії править Вільгельм II (до 1918). Німецька імперія має колонії в Африці та в Тихому океані.
Третя французька республіка має колонії в Алжирі, Карибському басейні, Південній Америці в Індокитаї. Королівство Іспанія формально очолює неповнолітній Альфонс XIII (до 1931). Іспанії належать частина островів Карибського басейну, Філіппіни. У Португалії править Карлуш I (до 1908). Португалія має володіння в Африці, Індії, Індійському океані й Індонезії.
У Великій Британії триває Вікторіанська епоха — править королева Вікторія (до 1901). Британська імперія має колонії в Північній Америці, на Карибах, в Африці, в Тихоокеанії та в Індостані. Королівство Нідерланди очолює королева Вільгельміна (до 1948). Король Данії та Норвегії — Кристіан IX (до 1906), Оскар II сидить на шведському троні (до 1907), на троні Королівства Італія — Умберто I (до 1900).
Вільям Мак-Кінлі обіймає посаду президента США. Територію на півночі північноамериканського континенту займає Канадська конфедерація (домініон Великої Британії), територія на півдні континенту належить Мексиці.
В Ірані при владі Каджари. Владу над Індостаном та Бірмою утримує Британська корона, над В'єтнамом, Лаосом і Камбоджею — Франція. У Сіамі править династія Чакрі. У Китаї володарює Династія Цін. У Японії триває період Мейдзі. На Корейському півострові владарює Корейська імперія.

## Події

### В Україні
- У Києві відкрито політехнічний інститут у складі чотирьох відділень (факультетів) — механічного, хімічного, інженерного та сільськогосподарського.
- Засновано Крайовий Союз Кредитовий.
- У Катеринославі побудовано вагоноремонтні майстерні.
- У Львові започатковано «Літературно-науковий вістник».
- Побачив світ перший том «Історії України — Руси» Михайла Грушевського.
- Ольга Кобилянська надрукувала новелу «Valse mélancolique».
- Михайло Старицький видав роман «Молодість Мазепи».

### У світі

#### Січень— червень
- 13 січня опубліковано статтю Еміля Золя «Я звинувачую» у справі Дрейфуса. Вона викликала широкий резонанс як у Франції, так і за її межами.
- 23 лютого Еміля Золя заарештували.
- 16 березня п'ять австралійських колоній прийняли конституцію, що буде основою утворення Австралійського Союзу.
- Між 25 квітня та 12 серпня тривала Іспано-американська війна.
  - 15 лютого біля берегів Куби з невідомих причин вибухнув і потонув американський військовий корабель USS Maine (ACR-1).
  - 22 квітня США встановили блокаду Куби.
  - 25 квітня США оголосили Іспанії війну.
  - 1 травня американський флот виграв морську битву в Манільській бухті.
  - 21 червня США захопили Гуам і зробили його своєю першою заморською територією.
  - 17 липня США захопили місто Сантьяго-де-Куба.
  - 25 липня війська США висадилися на Пуерто-Рико.
  - 13 серпня іспанці здали Манілу, щоб вона не потрапила в руки революціонерам.
  - 10 грудня підписано Паризьку мирну угоду, що закріпила перемогу американців.
- 9 червня Велика Британія та Китай домовились про оренду Гонконгу на 99 років.
- 12 червня Філіппіни оголосили незалежність від Іспанії.

#### Липень— грудень
- 7 липня США анексували Гавайські острови.
- 2 вересня британські війська здобули перемогу в битві під Омдурманом і встановили британський контроль над Суданом.
- 10 вересня анархіст Луїджі Лучені вбив австрійську імператрицю Сісі.
- 18 вересня відбувся Фашодський інцидент — конфлікт між Францією та Британією за контроль над Єгиптом.
- 21 вересня імператриця Цисі влаштувала переворот, припинивши сто днів реформ в Китаї.
- У кінці листопада почалося Іхетуанське повстання в Китаї.
- 28 грудня творилася Критська держава.

### У суспільному житті
- Засновано
  - Російську соціал-демократичну робітничу партію.
  - Енергетичну компанію RWE у Німеччині.
  - Пекінський університет у Китаї.
  - Віденський економічний університет в Австро-Угорщині.
  - Заповідник Себай у Південній Африці.
- Відбувся перший Паризький автосалон.
- У Швейцарії відкрився Горнергратбан.

### У науці
- Карл Густав Вітт відкрив астероїд 433 Ерос.
- Марія та П'єр Кюрі відкрили Радій та Полоній.
- Вільям Рамзай і Моріс Треверс при спектральному дослідженні залишків рідкого повітря відкрили Неон, Криптон та Ксенон. П'ять елементів за рік!
- Ганс фон Пехман синтезував поліетилен.
- Вільгельм Б'єркнес побудував так звані примітивні рівняння для моделювання клімату.
- С. Г. Навашин відкрив подвійне запліднення у покритонасінних рослин.

### У мистецтві
- Оскар Вайлд опублікував поему «Балада Редінзької в'язниці».
- Джозеф Конрад видав збірку «Оповісті неспокою».
- Генрі Джеймс надрукував повість «Поворот гвинта».
- Утворилося мистецьке об'єднання Берлінський сецесіон.

### У спорті
- Засновано Італійську федерацію футболу
- Відбувся перший матч усіх зірок (з американського футболу).
- Автогонщик Гастон де Шасслу-Лоба встановив рекорд швидкості 63,149 км / год в середньому на кілометрі.

## Народились
Дивись також Категорія:Народились 1898
- 6 січня — Сосюра Володимир Миколайович, український поет.
- 22 січня — Ейзенштейн Сергій Михайлович, російський кінорежисер.
- 3 лютого — Аалто Алвар Гуґо, фінський архітектор.
- 10 лютого — Брехт Бертольд, німецький режисер, письменник, драматург.
- 11 лютого — Лео Сцилард, американський фізик угорського походження, один з творців першого атомного реактора.
- 15 лютого — Тото, італійський актор-комік.
- 18 лютого — Енцо Феррарі, італійський автогонщик, підприємець, виробник автомобілів «Ferrari».
- 24 лютого — Курт Танк (нім. Kurt Waldemar Tank), німецький авіаційний конструктор, льотчик-випробувач, очолював конструкторський відділ в компанії «Фокке-Вульф».
- 28 березня — Микола Сціборський, діяч українського національно-визвольного руху І половини ХХ ст., заступник Голови ПУН.
- 3 квітня — Катерина Есау, американський ботанік, авторка дослідження «Анатомія рослин».
- 9 квітня — Поль Робсон, американський співак (бас), драматичний актор, громадський діяч.
- 3 травня — Голда Меїр, ізраїльський прем'єр-міністр.
- 5 червня — Федеріко Гарсіа Лорка, іспанський поет.
- 17 червня — Моріс Корнеліус Ешер, голландський художник-абстракціоніст.
- 22 червня — Еріх Марія Ремарк, німецький письменник.
- 26 червня — Віллі Мессершмітт, німецький авіаконструктор.
- 30 липня — Генрі Мур, англійський скульптор.
- 8 серпня — Болдуман Михайло Пантелеймонович, український актор, народний артист РРФСР (з 1947), народний артист СРСР (1965; пом. 1983).
- 13 серпня — Жан Боротра, французький тенісист.
- 8 вересня — Ужвій Наталія Михайлівна, українська театральна діячка і кіноактриса.
- 24 вересня — Говард Волтер Флорі, австралійський медик.
- 26 вересня — Джордж Гершвін, американський композитор і піаніст.

## Померли
Див. також Категорія:Померли 1898
- 17 червня — Едвард Берн-Джонс, англійський художник